# James Agee
James Rufus Agee (Knoxville, 27 novembre 1909 – New York, 16 maggio 1955) è stato uno scrittore, sceneggiatore, critico cinematografico e giornalista statunitense. Fu finalista al National Book Award per la narrativa nel 1952 per il racconto semiautobiografico La veglia all'alba (The Morning Watch) e vincitore di un Premio Pulitzer nel 1958 per il romanzo autobiografico postumo Una morte in famiglia (A Death in the Family).

## Biografia

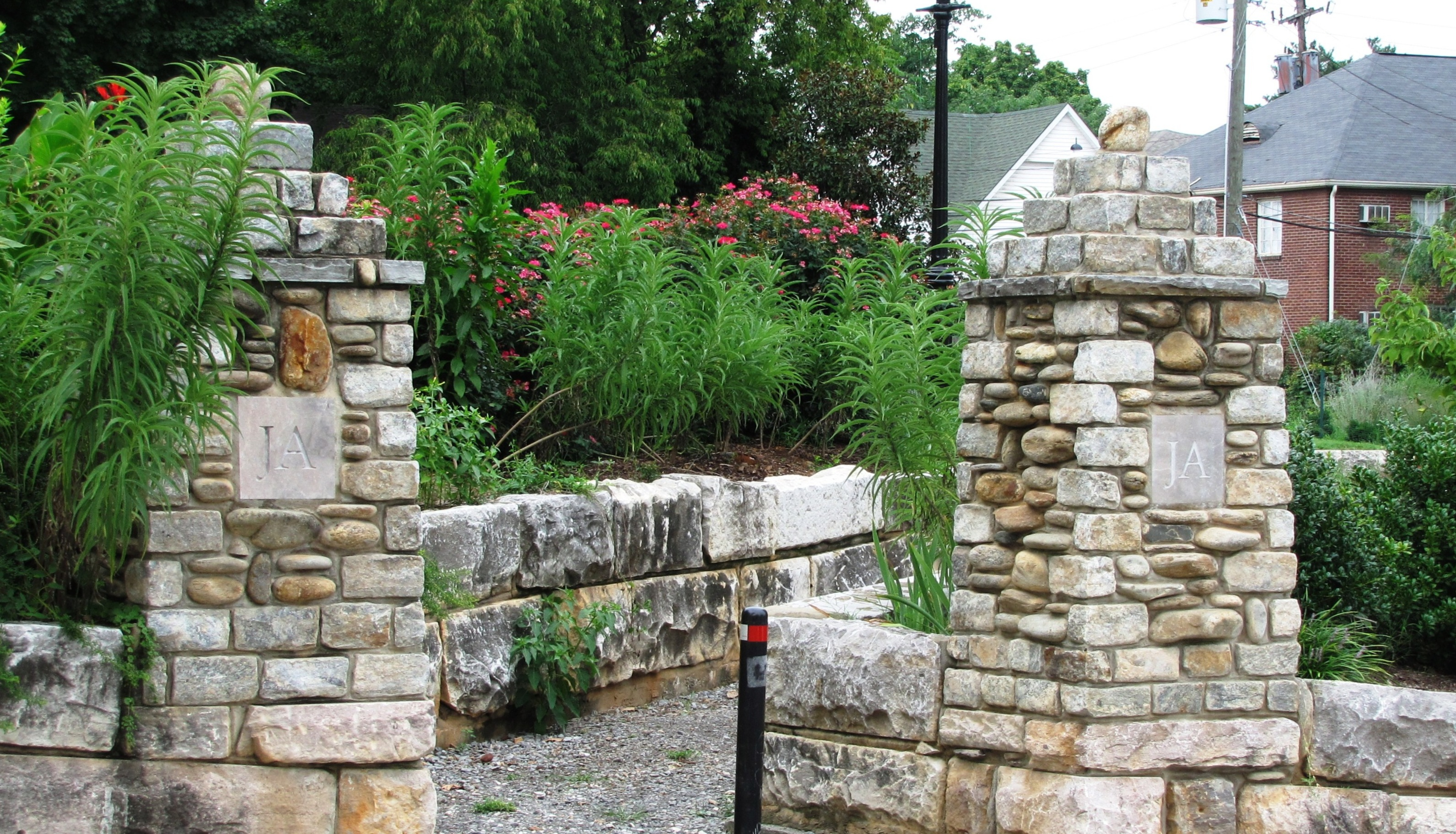
James Agee Park a Fort Sanders, Knoxville

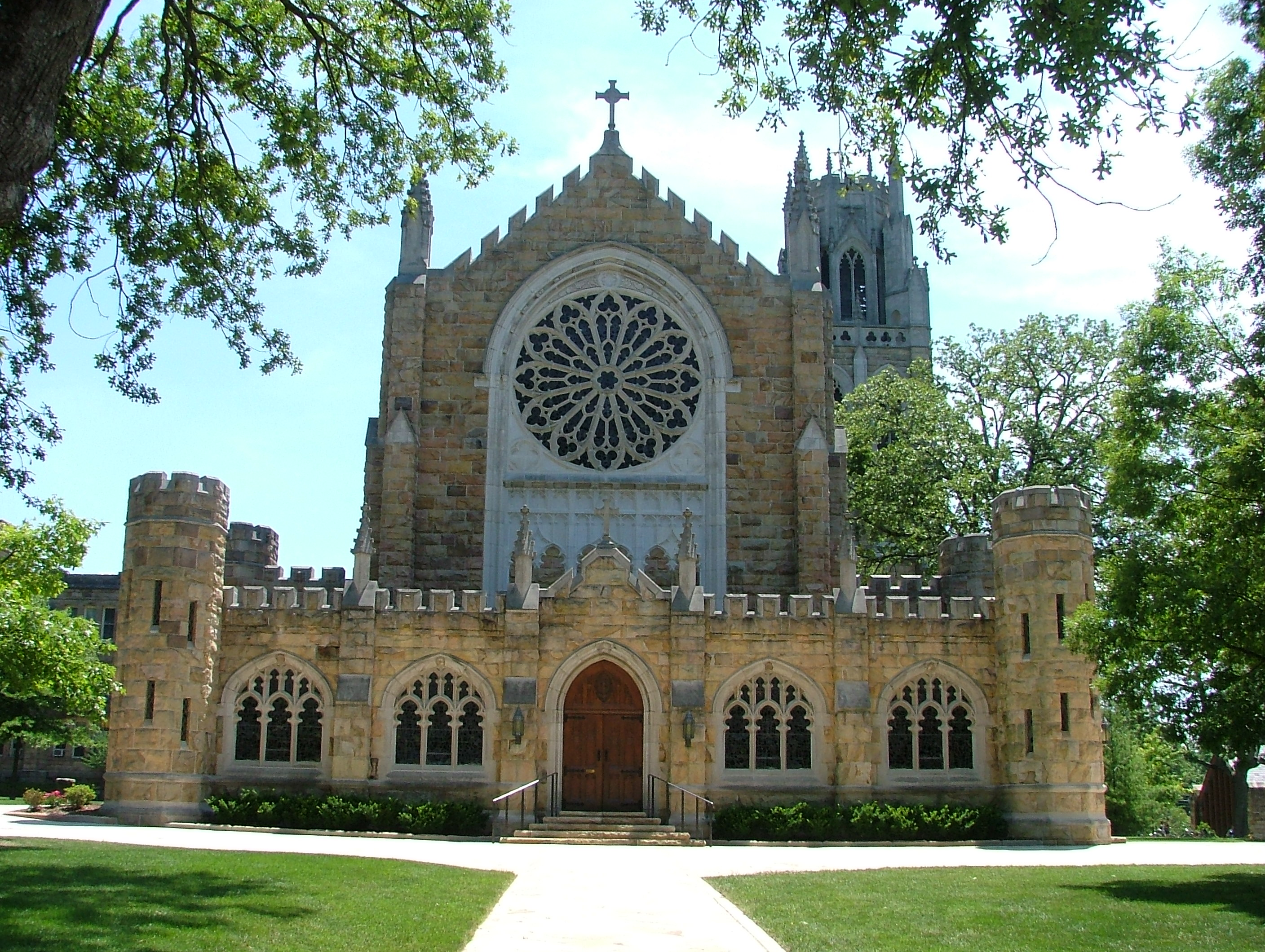
Sewanee, All Saints' Chapel

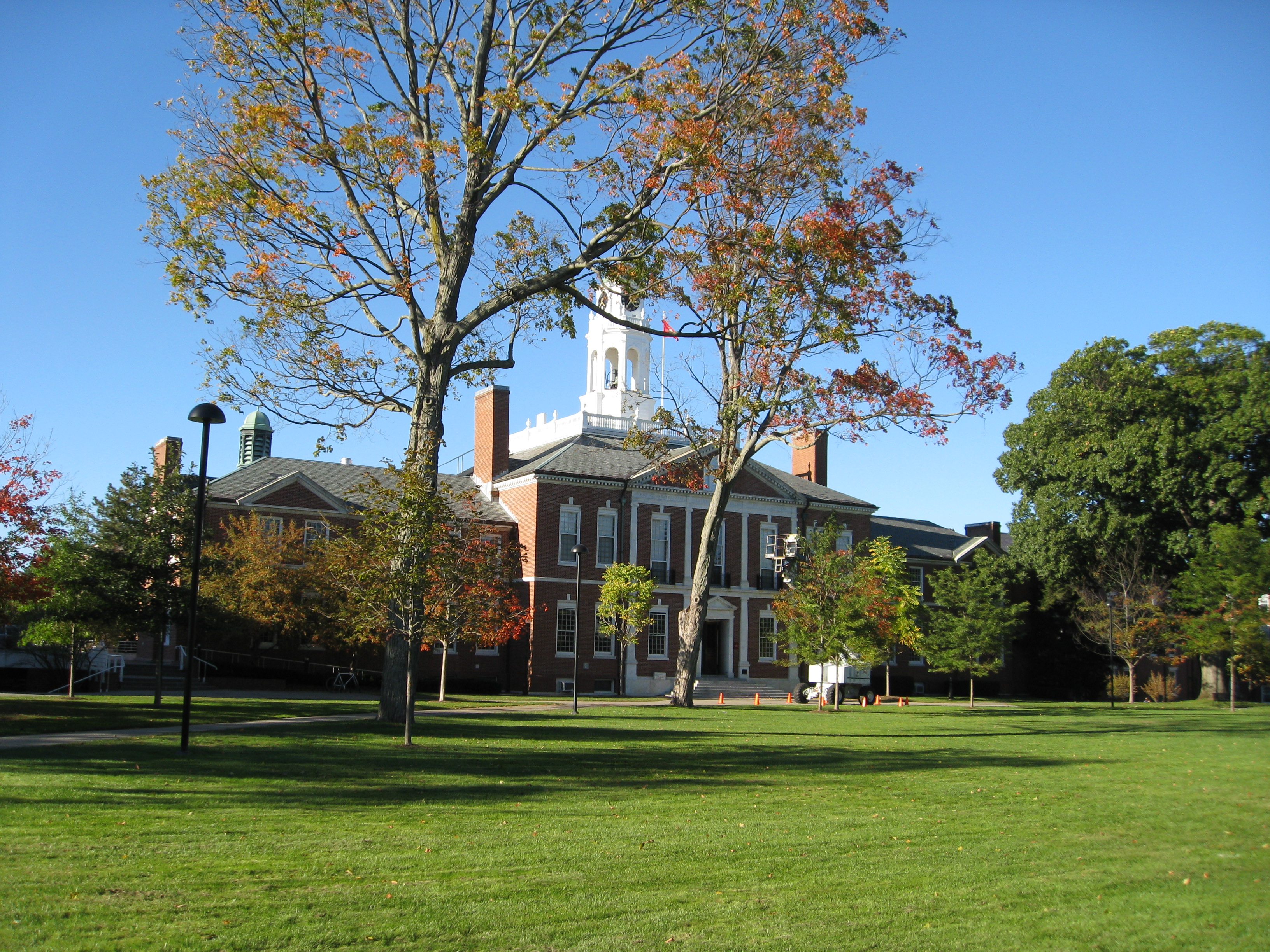
Phillips Exeter Academy

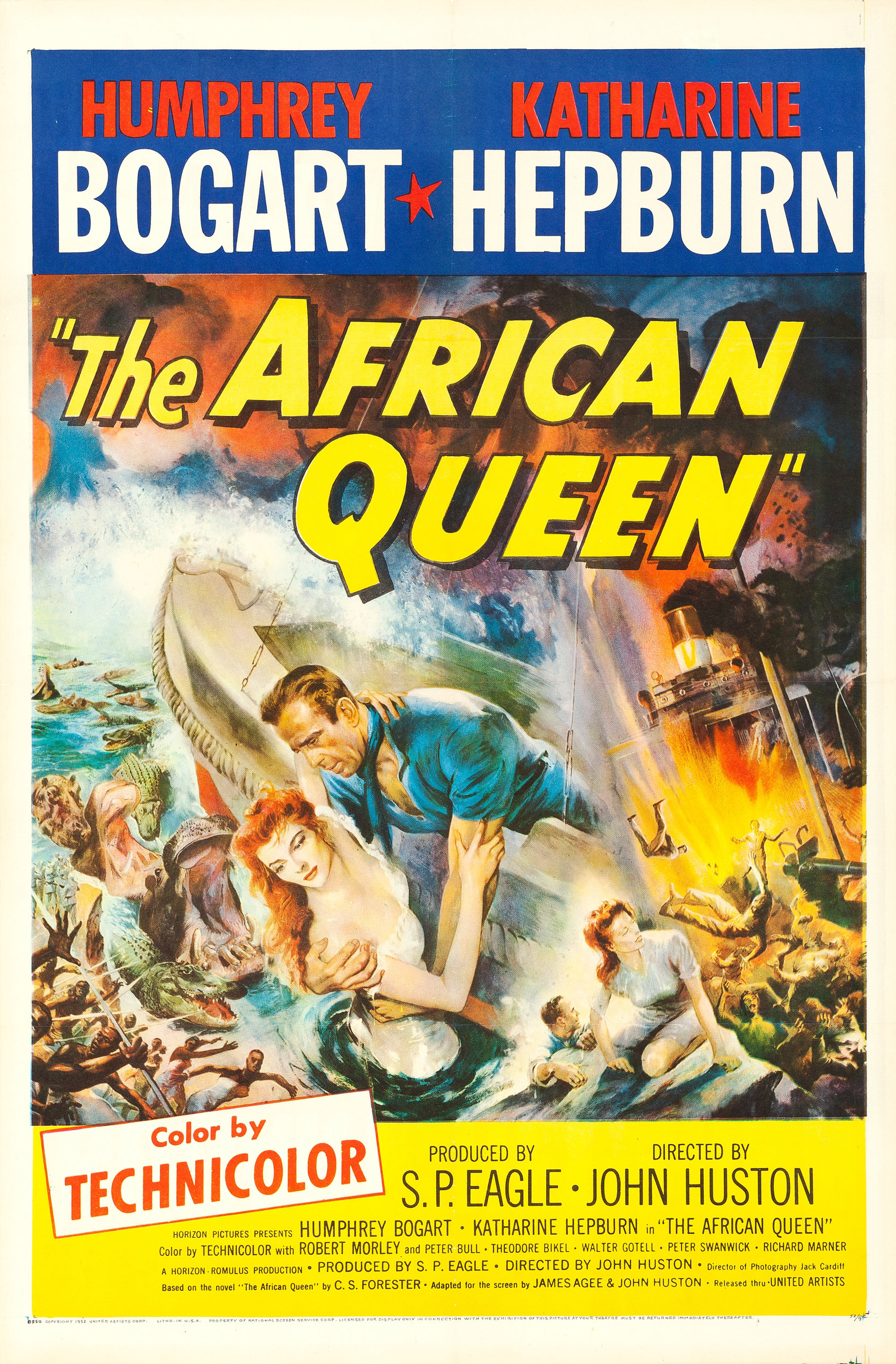
Locandina de La regina d'Africa (African Queen, 1951)

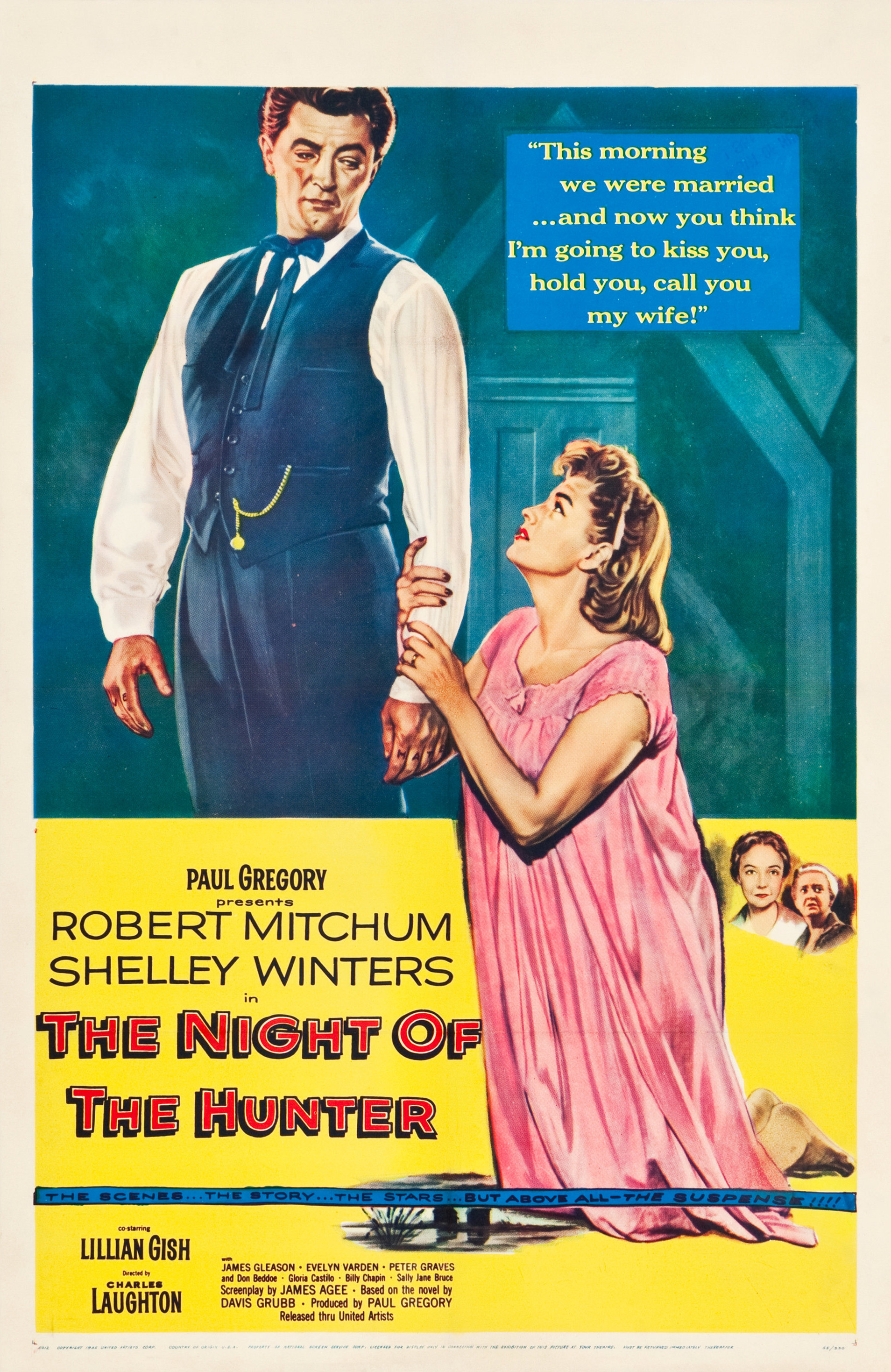
Locandina de La morte corre sul fiume (The Night of the Hunter, 1954)

James Agee nacque a Knoxville, una cittadina del Tennessee che all'inizio del '900 era un importante centro industriale e commerciale. La madre Laura Tyler, era nata nel 1884 in una famiglia colta e benestante di fede anglo-cattolica, era figlia di un imprenditore, aveva frequentato l'università e scriveva poesie; il padre Hugh James Agee era nato nel 1878 a La Follette, una piccola cittadina distante circa 80 miglia da Knoxville, in una famiglia contadina di modeste condizioni economiche, aveva frequentato solo le scuole elementari, non era religioso e aveva trovato lavoro nell'impresa edile del suocero. Il 18 maggio 1915 Hugh James Agee morì in un incidente automobilistico; questo tragico evento è alla base del romanzo A Death in the Family, che fu pubblicato postumo nel 1957 a cura dell'editore David McDowell e vinse il Premio Pulitzer l'anno dopo.
Dopo la morte del marito, per Laura Tyler iniziò un periodo di crisi esistenziale e religiosa che ebbe riflessi notevoli sui due figli, James ed Emma, rispettivamente di 6 e 4 anni. Laura vendette l'abitazione di famiglia e nell'estate del 1918 decise di ritirarsi a Sewanee, una località montana in prossimità del St. Andrew's School, un collegio anglo-cattolico per ragazzi retto dalla congregazione benedettina episcopale Order of the Holy Cross. Laura divenne una diaconessa dell’Ordine, dedicandosi ad attività anche umili come fare il bucato della scuola, e visse con la piccola Emma in un cottage, mentre James fu rinchiuso nel collegio, dove vigeva una disciplina di tipo monastico, senza contatti con la madre la quale gli vietava perfino di entrare nella sua abitazione. James trovò tuttavia una figura paterna con uno degli insegnanti di St. Andrew's, il reverendo James Harold Flye, con il quale rimase in contatto per tutta la vita. Nel 1924 Laura Tyler sposò il reverendo Erskine Wright, un religioso «estremamente corretto, colto e raffinato, che non fumava, non beveva, non bestemmiava, né tollerava che altri lo facessero in sua presenza, ed emanava un'aura di rettitudine che quasi tutti, tranne la madre di James, trovavano sgradevole». La famiglia Wright si trasferì a Rockland (Maine); il rev. Wright, tuttavia, volle che James facesse ottimi studi e lo iscrisse in una delle migliori scuole statunitensi, la Phillips Exeter Academy, dove James divenne amico fra gli altri di Dwight Macdonald con cui in seguito mantenne anche rapporti epistolari. James Agee studiò infine all'Università di Harvard dove si laureò nel 1932, e poco dopo fu assunto dalla Time-Life come redattore della rivista Fortune, grazie a una raccomandazione di Dwight Macdonald per Ralph Ingersoll.
In vita James Agee svolse attività lavorativa di giornalista (lavorò per la rivista di economia Fortune dal 1932 al 1937), critico cinematografico (per le riviste The Nation e Time) e sceneggiatore. Nel 1936 Fortune incaricò Agee e il fotografo Walker Evans di realizzare un servizio sui mezzadri e i fittavoli del Sud degli Stati Uniti durante la Grande Depressione. Agee ed Evans trascorsero due mesi nelle zone rurali dell'Alabama e consegnarono un reportage che la rivista decise di non pubblicare. Agee lasciò Fortune e rielaborò l'articolo nel volume Let Us Now Praise Famous Men, pubblicato per la prima volta nel 1941. Il libro fu ben accolto dalla critica, ma vendette poco. Un episodio analogo su verificò nel 1939: Agee fu incaricato da Fortune di scrivere un articolo su Brooklyn per un numero speciale su New York; Agee consegnò un articolo intitolato "Southeast of the Island: Travel Notes" che Fortune non pubblicò ritenendolo «too strong to print». L'articolo fu pubblicato postumo su Esquire solo nel 1968.
James Agee ebbe successo come critico e sceneggiatore cinematografico. Già alla fine degli anni quaranta Agee fu uno degli autori, assieme a Helen Levitt e a Janice Loeb, del cortometraggio In the street, un'estensione della street photography girato a East Harlem, selezionato nel 2006 per essere conservato nel National Film Registry degli USA. Con le stesse Levitt e Loeb fu uno degli artefici al film L'escluso, oltre che autore del commento che valse il premio per la migliore sceneggiatura alla Mostra del cinema di Venezia del 1949; in seguito a questo riconoscimento, Agee ricevette un ulteriore premio di  dollari dal National Institute of Arts and Letters. Scrisse inoltre le sceneggiature della Regina d'Africa diretto da John Huston nel 1951, per cui fu candidato all'Oscar alla miglior sceneggiatura non originale; fu sceneggiatore dell'episodio intitolato "A colpi di pistola" di Uomini senza paura nel 1952 diretto da Bretaigne Windust e in cui Agee interpretò anche una piccola parte; fu infine sceneggiatore de La morte corre sul fiume diretto da Charles Laughton nel 1955.
James Agee si sposò tre volte. Il 28 gennaio 1933, poco dopo la laurea, sposò Olivia Saunders, dalla quale divorziò nel 1938. Poco dopo, nello stesso 1938, sposò la musicista Alma Mailman; dal matrimonio il 24 marzo 1940 nacque Joel Agee, che diverrà narratore e traduttore . Anche il secondo matrimonio finì con un divorzio nel 1941; Alma si trasferì in Messico col piccolo Joel, sposò in seconde nozze lo scrittore tedesco esule antifascista Bodo Uhse che, dopo la fine della guerra, Alma seguì nella DDR. James Agee visse nel Greenwich Village con la pianista austriaca Mia Fritsch, che sposò nel 1946. Dal terzo matrimonio nacquero due figlie, Julia e Andrea, e un figlio, John. James Agee, che era un fumatore accanito, ebbe un primo infarto miocardico nel 1951 a Santa Barbara; morì quattro anni dopo, il 16 maggio 1955, a New York: ebbe un nuovo infarto mentre si stava recando in taxi da un medico.

## Opere

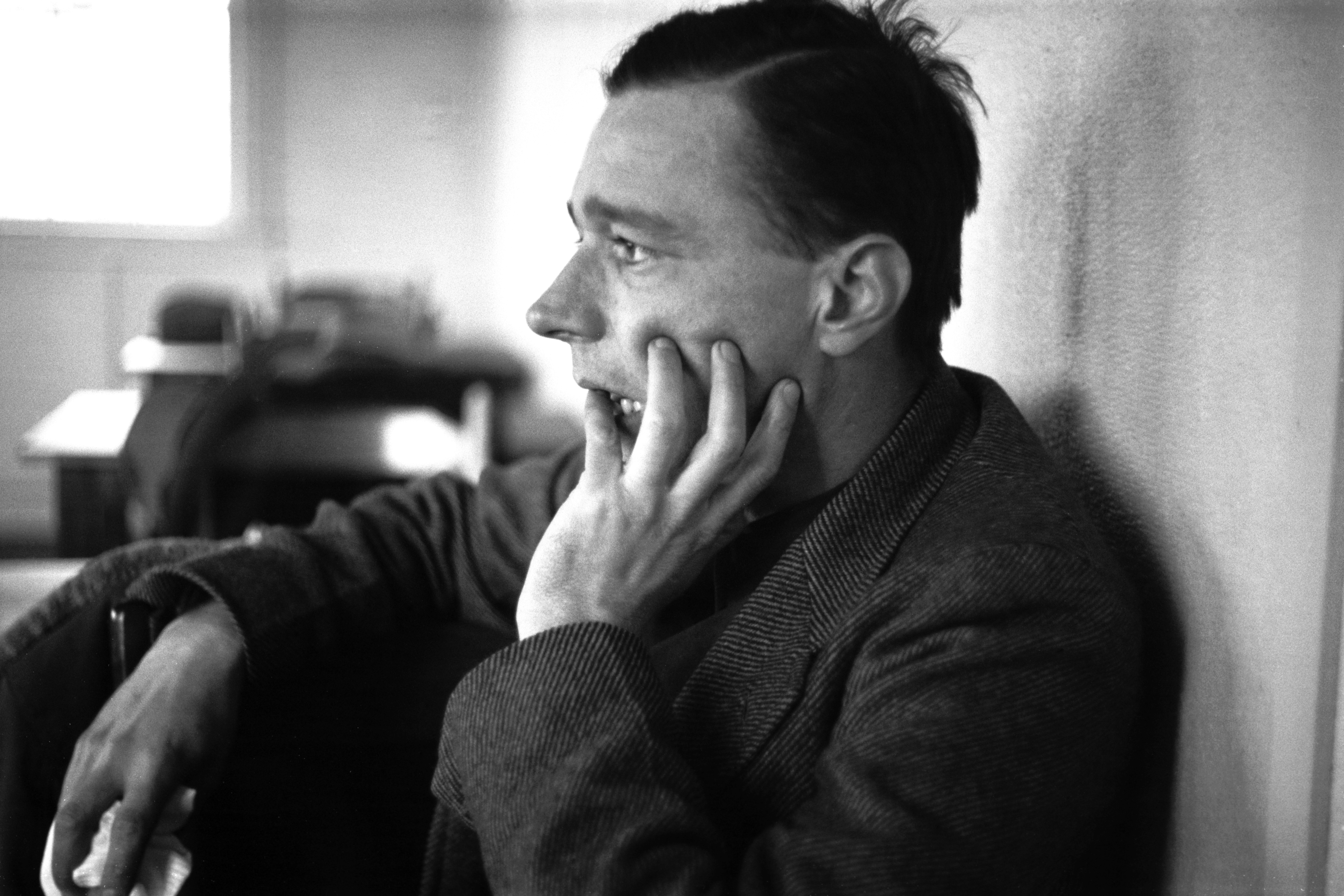
Walker Evans (fotografia del 1937

Le opere pubblicate in vita da James Agee sono molto poche. Innanzitutto, in ordine cronologico, la raccolta Permit Me Voyage, l'unica raccolta di poesie ad essere pubblicata in vita; La raccolta The Collected Poems of James Agee apparve infatti postuma, nel 1968, a cura di Robert Fitzgerald.
Nel 1935 fu pubblicato sulla rivista Partisan Review il poema in prosa Knoxville: Summer of 1915 che sarà utilizzato nel 1957 come prologo del romanzo postumo A Death in the Family. Nel 1941 apparve in volume Let Us Now Praise Famous Men (Sia lode ora a uomini di fama), un reportage sulla difficile situazione dei mezzadri del Sud degli Stati Uniti durante la Grande depressione corredato dalle fotografie di Walker Evans. Nel 1950 fu pubblicato in lingua inglese nella rivista italiana Botteghe Oscure il racconto semiautobiografico La veglia all'alba (The Morning Watch) avente per argomento la pratica religiosa di un adolescente in un collegio episcopale statunitense.
Le raccolte delle sue critiche cinematografiche furono pubblicate dopo la sua morte in due volumi (Agee on Film e Agee on Film II). Nel secondo volume Agee on Film II sono incluse cinque delle sue sceneggiature. Solo nel 2005 è stata scoperta da John Wranovics una sceneggiatura scritta fra il 1947 e il 1948 per Charlie Chaplin in cui il famoso personaggio noto come Charlot (in inglese "The Tramp", Il vagabondo) sopravvive a un olocausto nucleare; la sceneggiatura postuma, senza titolo, è stata intitolata da Wranovics The Tramp's New World. Sempre postuma, nel 1962, apparve la corrispondenza col ministro episcopale James Harold Flye (Letters from James Agee to Father Flye). Anche l'opera più nota di Agee, il romanzo semiautobiografico A Death in the Family (pubblicato in italiano dapprima col titolo Il mito del padre e successivamente col titolo Una morte in famiglia), ispirata alla morte del proprio padre Hugh avvenuta nel 1915, fu pubblicata postumo nel 1957 a cura dell'editore David McDowell.

### Poesia
- (EN) Permit me voyage, collana Coll. Yale Series of Younger Poets, foreword by Archibald MacLeish, New Haven, Yale University press, 1934.
- (EN) Robert Fitzgerald (a cura di), The collected poems of James Agee, introduction by Robert Fitzgerald, Boston, Houghton Mifflin Company, 1968.

### Narrativa
- (EN) James Agee, The Morning Watch, in Marguerite Caetani (a cura di), Botteghe Oscure, III, Quaderno VI, II semestre, Roma, 1950,  pp. 339-409.; (EN) The Morning Watch, Boston, Houghton Mifflin, 1951.

Edizioni italiane: La veglia all'alba, Traduzione di Giorgio Monicelli edita da Sugar (1959), Mondadori (1966), SE (2000) e il saggiatore (2016)
- (EN) James Agee, A Mother’s Tale, in Marguerite Caetani (a cura di), Botteghe Oscure, Quaderno IX, I semestre 1952, Roma, 1952,  pp. 224-248.
- (EN) A death in the family, New York, McDowell & Obolensky, 1957.

Edizioni italiane, Traduzione in italiano di Lucia P. Rodocanachi: Il mito del padre, Garzanti, 1960; Una morte in famiglia, Editori riuniti (1982), Edizioni e/o (2003), il saggiatore (2003)

### Saggistica
- (EN) Comedy’s Greatest Era, in Life, 2 settembre 1949. Edizione italiana:  L'epoca d'oro della commedia cinematografica, in Bianco e nero: quaderni mensili del Centro sperimentale di cinematografia, traduzione di Paola Ojetti, vol. 11, n. 4, Roma, Laboremus, 1950,  pp. 52-70.
- (EN) Agee on Film: Reviews and comments, illustrazioni di Tomi Ungerer, 1ª ed., New York, McDowell Obolensky, 1958.
- (EN) Agee on Film II: Five film scripts, illustrazioni di Tomi Ungerer, foreword by John Huston, 1ª ed., New York, McDowell Obolensky, 1960.

Contiene le sceneggiature di: Noa Noa; The African Queen; The Night of the Hunter; The Bride comes to Yellow Sky; The Blue Hotel
- (EN) Robert Fitzgerald (a cura di), The collected short prose of James Agee, with a memoir by Robert Fitzgerald, Boston, Houghton Mifflin Company, 1968.

### Altro
- (EN) Letters of James Agee to father Flye, 1ª ed., New York, George Braziller, 1962. ;  Letters of James Agee to father Flye with a new Preface and previously unpublished Letters by Father Flye, Introduction by Robert Phelps, 2ª ed., New York, Ballantine Books, 1971.
- (EN) Brooklyn Is: Southeast of the Island: Travel Notes, Preface by Jonathan Lethem, New York, Fordham University Press, 2005, ISBN 978-0-8232-2492-0.. Edizione italiana:  Brooklyn è, traduzione di Luca Fontana, Milano, il saggiatore, 2014, ISBN 978-88-428-1851-9.
- (EN) Let us now praise famous men, illustrazioni di Walker Evans, 1ª ed., Boston, Houghton Mifflin Company, 1941.. Edizioni italiane:  Sia lode ora a uomini di fama, collana Coll.  Scritture ; 26, traduzione di Luca Fontana, nota di Furio Colombo, Milano, il saggiatore, 1994, ISBN 88-428-0187-9.;   Sia lode ora a uomini di fama, collana Coll. La cultura ; 1308, traduzione di Luca Fontana, prefazione di Luca Briasco, Milano, il saggiatore, 2019, ISBN 978-88-428-2623-1.